# Terratrèmol de Guayanilla de 2020
El terratrèmol de Guayanilla de 2020 va ser un sisme submarí de magnitud 6.4 Mw que va ocórrer en la costa sud-oest de Puerto Rico el 7 de gener de 2020 a les 4.24 a. m. AST (8.24 a. m. UTC), amb epicentre a 11 quilòmetres al sud de Guánica, Puerto Rico i hipocentre a 10,0 quilometres sota el jaç marí. El terratrèmol va despertar a tots els Porto-riquenys en la matinada del 7 de gener de 2020 deixant a tota l'illa del Carib sense energia elèctrica i molta destrucció en el sud-oest de l'illa. En el municipi de Ponce va morir un home de 73 anys per una paret que va col·lapsar i li va caure damunt causant-li la mort. Fins al 2020 és el tercer terratrèmol més fort en la història de Puerto Rico.
La seqüència va començar el 28 de desembre de 2019 amb un terratrèmol 4.7 Mw, seguit de prop per un esdeveniment M 5.0 en les primeres hores del 29 de desembre. Diversos terratrèmols de Mw <5 van ocórrer en els dies vinents amb l'esdeveniment 5.8 Mw a les 10.32 UTC el 6 de gener. L'esdeveniment 6.4 Mw més gran va ocórrer l'endemà al matí, seguit d'un esdeveniment 5.6 Mw dins de 10 minuts i un altre de 5.0 Mw aproximadament 15 minuts després d'això. L'esdeveniment 6.4 Mw va tenir un mecanisme focal consistent amb falles normals en una falla amb tendència WSW-GEN.